# Ziba Ganieva
Ziba Pașa qizi Ganieva (în rusă Зиба Ганиева,, în azeră Ziba Paşa qızı Qəniyeva, n. 20 august 1923, Şamaxı, Republica Sovietică Socialistă Azerbaidjană – d. 2010, Moscova, Rusia) a fost o filologă de origine azeră și fostă lunetist în cel de-al Doilea Război Mondial (Frontul nord-vest, divizia a 3-a de pușcași din Moscova, care reușit să împuște mortal 21 de inamici, cu o contribuție recunoscută prin acordarea Medaliei pentru Apărarea Moscovei, Ordinului Steagului Roșu și Ordinului Steaua Roșie.

## Viață
Ziba Ganieva era de origine azeră după tată și de origine uzbecă după mamă. În 1937 a fost admisă la cursurile de dans la nou sediu al Filarmonicii uzbece. În 1940, s-a mutat la Moscova pentru a se înscrie la Universitatea Rusă de Arte Teatrale⁠(d), dar s-a înrolat ca voluntară în armată pe 7 noiembrie 1941, la scurt timp după deschiderea Frontului de Est al celui de-al Doilea Război Mondial. A fost acompaniată de o altă lunetistă, Nina Solovei. 
În timpul războiului, Ganieva a fost operatoare de radio și spioană, care a trecut linia frontului⁠(d) de 16 ori. Ea a participat la bătălia de la Moscova. Serviciul militar al Zibei Ganieva a fost întrerupt după ce a fost rănită puternic în timpul unei operațiuni de recunoaștere din suburbiile Moscovei, în 1942. A fost preluată de pe câmpul de luptă și ulterior a petrecut 11 luni în spital. 
După război și-a continuat studiile post-liceale, iar în 1965, a primit diploma de Candidat în științe⁠(d) în domeniul filologie.

## Lucrări
- Qorkinin dekadentçiliyə və naturalizmə qarșı mübarizəsi („Lupta lui Gorki împotriva decadenței și naturalismului”), „Azərbaycan”, 1955, №6
- О сатире Горького в период первой русской революции („Satira lui Gorki din prima perioadă a revoluției ruse”), "Литературный Азербайджан", 1955, №12
- Страницы из истории революционной поэзии на урду (Pagini din Istoria Poeziei Revoluționare în Urdu), "Народы Азии и Африки", 1970, №2